# Property Management System
Il Property Management System è un software di gestione delle proprietà solitamente utilizzato per la gestione di hotel, B&B e case vacanza, quindi nel settore alberghiero e turistico. Attraverso il programma, il personale della struttura alberghiera può facilmente gestire il calendario delle prenotazioni e dei soggiorni, il check-in e check-out degli ospiti, gli ordini di servizio, i conti e le fatturazioni.
Alcuni software di PMS più completi integrano Channel Manager e Booking Engine per la gestione dei canali OTA (Online Travel Agency) e delle prenotazioni dirette sul sito della struttura.
I software più evoluti prevedono anche funzionalità avanzate come statistiche, moduli di housekeeping, report ISTAT, invio automatico delle schede alloggiati, virtual concierge (portiere virtuale), gestione multi-struttura da una sola piattaforma e gestione della raccolta del consenso per le informative privacy conformemente al regolamento GDPR (regolamento generale sulla protezione dei dati n. 2016/679 dell'Unione Europea).
A differenza del passato, dove l'utilizzo di un PMS richiedeva l'installazione del software on site, oggi la maggior parte dei software lavora in cloud. Il cloud mette l’utente nelle condizioni di usufruire di un applicativo senza doversi preoccupare di gestire nessun aspetto infrastrutturale: dall’acquisto dell’hardware necessario per farlo girare (il server fisico) a dover chiamare un tecnico per risolvere problemi o eseguire aggiornamenti.